# Commonwealth Games 2010/Bogenschießen
Bei den Commonwealth Games 2010 im indischen Neu-Delhi fanden im Bogenschießen acht Wettbewerbe, je vier für Männer und Frauen, statt.
Austragungsort war der Yamuna Sports Complex.

## Männer

### Recurvebogen Einzel
| Platz | Land | Sportler         |
| ----- | ---- | ---------------- |
| 1     | IND  | Rahul Banerjee   |
| 2     | CAN  | Jason Lyon       |
| 3     | IND  | Jayanta Talukdar |

Finale: 10. Oktober 2010, 15:31 Uhr

### Recurvebogen Team
| Platz | Land | Sportler                                                               |
| ----- | ---- | ---------------------------------------------------------------------- |
| 1     | AUS  | Matthew Gray Mat Masonwells Taylor Worth                               |
| 2     | MAS  | Muhammad Izzuddin Abdul Rahim Chu Sian Cheng Arif Farhan Ibrahim Putra |
| 3     | IND  | Rahul Banerjee Tarundeep Rai Jayanta Talukdar                          |

Finale: 8. Oktober 2010, 15:12 Uhr

### Compoundbogen Einzel
| Platz | Land | Sportler          |
| ----- | ---- | ----------------- |
| 1     | ENG  | Duncan Busby      |
| 2     | ENG  | Christopher White |
| 3     | RSA  | Septimus Cilliers |

Finale: 9. Oktober 2010, 15:31 Uhr

### Compoundbogen Team
| Platz | Land | Sportler                                                |
| ----- | ---- | ------------------------------------------------------- |
| 1     | ENG  | Duncan Busby Liam Grimwood Christopher White            |
| 2     | IND  | Ritul Chatterjee Jignas Chittibomma Chinna Raju Srither |
| 3     | RSA  | Nico Benade Septimus Cilliers Kobus de Wet              |

Finale: 7. Oktober 2010, 15:12 Uhr

## Frauen

### Recurvebogen Einzel
| Platz | Land | Sportlerin        |
| ----- | ---- | ----------------- |
| 1     | IND  | Dola Banerjee     |
| 2     | ENG  | Alison Williamson |
| 3     | IND  | Deepika Kumari    |

Finale: 10. Oktober 2010, 10:31 Uhr

### Recurvebogen Team
| Platz | Land | Sportlerinnen                                       |
| ----- | ---- | --------------------------------------------------- |
| 1     | IND  | Dola Banerjee Deepika Kumari Bombayla Devi          |
| 2     | ENG  | Naomi Folkard Amy Oliver Alison Williamson          |
| 3     | CAN  | Marie-Pier Beaudet Alana MacDougall Kateri Vrakking |

Finale: 8. Oktober 2010, 10:12 Uhr

### Compoundbogen Einzel
| Platz | Land | Sportlerin    |
| ----- | ---- | ------------- |
| 1     | ENG  | Nicky Hunt    |
| 2     | CAN  | Doris Jones   |
| 3     | AUS  | Cassie McCall |

Finale: 9. Oktober 2010, 10:31 Uhr

### Compoundbogen Team
| Platz | Land | Sportlerinnen                                      |
| ----- | ---- | -------------------------------------------------- |
| 1     | ENG  | Danielle Brown Nicky Hunt Nichola Simpson          |
| 2     | CAN  | Camille Bouffard-Demers Doris Jones Ashley Wallace |
| 3     | IND  | Bheigyabati Chanu Jhano Hansdah Gagandeep Kaur     |

Finale: 7. Oktober 2010, 10:12 Uhr

## Medaillenspiegel
| Platz | Land       | Gold | Silber | Bronze | Gesamt |
| ----- | ---------- | ---- | ------ | ------ | ------ |
| 1     | England    | 4    | 3      | –      | 7      |
| 2     | Indien     | 3    | 1      | 4      | 8      |
| 3     | Australien | 1    | –      | 1      | 2      |
| 4     | Kanada     | –    | 3      | 1      | 4      |
| 5     | Malaysia   | –    | 1      | –      | 1      |
| 6     | Südafrika  | –    | –      | 2      | 2      |